# Uchupata (Piura)

## Ubicación
Uchupata se ubica al norte de la provincia de Huancabamba, en el distrito de Sondorillo, en el departamento de Piura.

## Demografía
En 2017 Uchupata tenía una población de 486 habitantes.
| Gráfica de evolución demográfica de Uchupata entre 1993 y 2017 |
|                                                                |
| Fuentes: Población 1993 y 2017                                 |